# Chrom(VI)-fluorid
Chrom(VI)-fluorid ist eine hypothetische anorganische chemische Verbindung aus der Gruppe der Fluoride. Da sich gezeigt hat, dass das IR-Spektrum von matrixisoliertem Chrom(V)-fluorid identisch mit dem aus der Literatur bekannten IR-Spektrum von Chrom(VI)-fluorid ist, wird dessen Existenz als eigenständige Verbindung bezweifelt.

## Gewinnung und Darstellung
Die erste Synthese der Verbindung wurde 1963 von Oskar Glemser durch Synthese aus den Elementen bei 400 °C und 350 atm berichtet, wobei auch viel Chrom(V)-fluorid entsteht.
{\displaystyle \mathrm {Cr+3\ F_{2}\longrightarrow CrF_{6}} }
Nach einigen erfolglosen Reproduktionsversuchen berichtete Eric G. Hope von der Synthese durch Fluorierung von Chrom(VI)-oxid, wobei das Produkt ein Verhältnis von Chrom zu Fluor von 1 zu 5,7 zeigte.

## Eigenschaften
Chrom(VI)-fluorid ist ein zitronengelbes, zersetzliches Produkt, das bereits oberhalb von −100 °C rasch in Chrom(V)-fluorid und Fluor zerfällt.